# Sportin' Life (album de Weather Report)
Pour les articles homonymes, voir Sporting Life.
Albums de Weather Report
Domino Theory
(1984) This Is This!
(1986)
Sportin' Life est le douzième et avant-dernier album studio du groupe Weather Report paru en 1985 sur le label Columbia Records.

## Titres
Sur cet enregistrement les voix sont davantage présentes que sur les albums précédents, avec ici celles de Bobby McFerrin et de Carl Anderson. Elles sont principalement utilisées de façon instrumentale, comme dans l'introduction du morceau Corner Pocket.
Le titre de l'album fait référence à un personnage de l'opéra Porgy and Bess.
La chanson Confians, composée et interprétée par Mino Cinelu est chantée en créole. Le percussionniste français reprendra cette chanson dans son album solo éponyme de 1999.
| N°     | Titre                     | Compositeur                               | Durée |
| ------ | ------------------------- | ----------------------------------------- | ----- |
| Face 1 |                           |                                           |       |
| 1.     | Corner Pocket             | Joe Zawinul                               | 5:46  |
| 2.     | Indiscretions             | Joe Zawinul                               | 4:05  |
| 3.     | Hot Cargo                 | Joe Zawinul                               | 4:41  |
| 4.     | Confians                  | Mino Cinelu                               | 5:07  |
| Face 2 |                           |                                           |       |
| 5.     | Pearl On The Half Shell   | Wayne Shorter                             | 4:06  |
| 6.     | What's Going On           | Renaldo Benson, Al Cleveland, Marvin Gaye | 6:29  |
| 7.     | Face On The Barroom Floor | Wayne Shorter                             | 3:59  |
| 8.     | Ice-Pick Willy            | Joe Zawinul                               | 5:00  |

## Enregistrement
Les séances d'enregistrement se sont déroulées en octobre et novembre 1984 au Crystal Recording à Hollywood (Californie) et au The Music Room à Pasadena (Californie).
Weather Report
- Josef Zawinul - Claviers
- Wayne Shorter - Saxophones
- Victor Bailey - Bass, chœurs sur Confians
- Mino Cinélu - Percussion, chant et guitare sur Confians
- Omar Hakim - Batterie, chœurs sur Confians

Invités
- Bobby McFerrin - Voix (titres 1, 3, 5, et 8)
- Carl Anderson - Voix (titres 1, 3, et 8)
- Dee Dee Bellson - Voix (titres 1, 3, et 8)
- Alfie Silas - Voix (titres 1, 3, et 8)